# Pennock Island
Pour les articles homonymes, voir Pennock.
 (juillet 2021).
Pennock Island est une Île située dans l’État américain de l'Alaska, dans le Borough de Ketchikan Gateway.

## Démographie
| 1940 | 1970 | 1980 | - | - | - |
| ---- | ---- | ---- | - | - | - |
| 79   | 78   | 90   | - | - | - |